# Wilhelm Legler
Wilhelm Legler (* 3. April 1875 in Pisino, Kroatien; † 28. April 1951 in Stillfried, Niederösterreich) war ein österreichischer Maler.

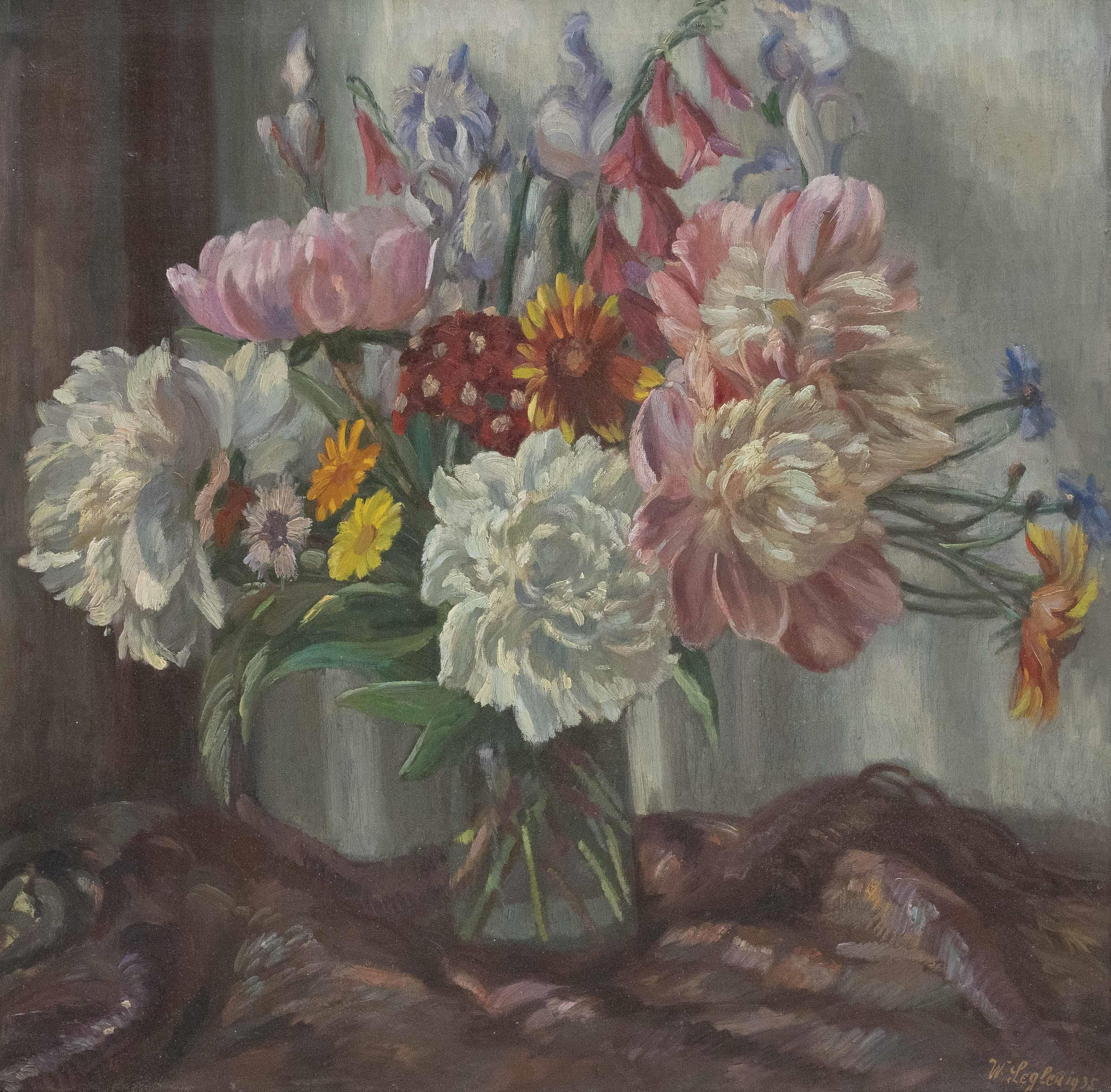
Wilhelm Legler: Stillleben mit Gartenblumen, 1935

## Biografie
Legler studierte ab 1897 an der Akademie der bildenden Künste Wien bei Carl Moll und anschließend von 1899 bis 1906 in Stuttgart bei Robert Poetzelberger, Leopold von Kalckreuth und Adolf Hölzel sowie Radierung bei Alexander Eckener.
Ab dem Jahr 1906 war er überwiegend in Wien und Linz tätig, später auch in Dimburg und in Stillfried an der March. Ab 1929 lebte und wirkte er hauptsächlich in Wien, wo er ab 1914 Mitglied des Wiener Künstlerhauses war.
In seiner Zeit in Stuttgart fertigte er zahlreiche Radierungen an, wurde künstlerisch etwa bis 1915 von Carl Moll beeinflusst, wandte sich dann aber verstärkt der Landschaftsmalerei zu und malte überwiegend Landschaften des Marchlandes. Seine Werke wurden u. a. bei der Kunstschau Wien 1908 und 1909 bei der Internationalen Kunstschau in Wien ausgestellt.
In der Zeit des Nationalsozialismus war Legler Mitglied der Reichskammer der bildenden Künste. Er war u. a. 1939, 1940 und 1942 auf der Großen Deutschen Kunstausstellung in München vertreten. Dabei erwarben Hitler, Martin Bormann und die Kanzlei des Führers der NSDAP je eine seiner ausgestellten Radierungen.
Während des Zweiten Weltkriegs wurde im April 1945 das Wohnhaus Leglers in der Wiener Rainergasse 27 durch einen Bombenangriff zerstört und damit auch sein gesamtes künstlerisches Werk. Im Jahr 1957 wurde die Wilhelm-Legler-Gasse in Wien nach ihm benannt.
Seine Werken befinden sich u. a. in der Albertina Wien, Belvedere Wien und im Niederösterreichischen Landesmuseum in St. Pölten.

## Privates
Legler war in erster Ehe mit Margarete Schindler (1880–1942) verheiratet, einer Stieftochter seines Lehrers Carl Moll und Schwester Alma Mahlers.

## Auszeichnungen
- Drasche-Preis, 1915[1]
- Ehrenmedaille der Stadt Wien, 1931[2]
- Staatspreis, 1933 und 1935[2]
- Preis der Stadt Wien, 1938[2]